# City of Nedlands
City of Nedlands är en kommun i Australien. Den ligger i delstatshuvudstaden Perth. Antalet invånare är 22 918.
Följande stadsdelar finns i Nedlands:
- Nedlands
- Subiaco
- Dalkeith
- Shenton Park
- Swanbourne

Runt Nedlands är det i huvudsak tätbebyggt. Runt Nedlands är det mycket tätbefolkat, med 1 754 invånare per kvadratkilometer. Genomsnittlig årsnederbörd är 1 018 millimeter. Den regnigaste månaden är maj, med i genomsnitt 176 mm nederbörd, och den torraste är februari, med 9 mm nederbörd.